# Sonttol

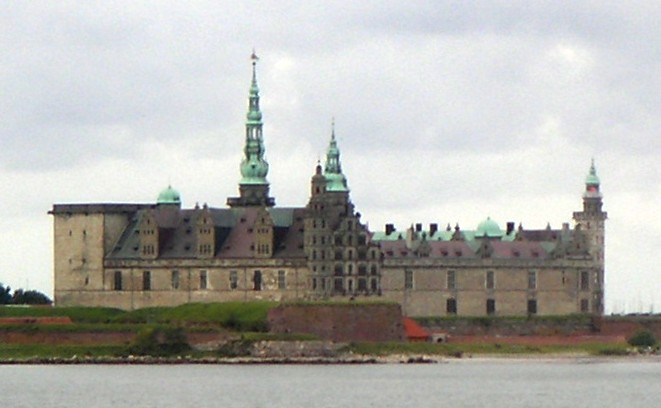
Kasteel Kronborg bij Helsingør.

De Sonttol (Deens: Øresundstold, Zweeds: Öresundstullen) was een tolheffing die in 1429 werd ingesteld door koning Erik VII van Denemarken. Aanleiding waren de teruglopende inkomsten voor de Denen van de Schonenmarkt, waar sinds de middeleeuwen de haring uit de Oostzee werd verhandeld.
Op dat moment waren beide zijden van de Sont Deens grondgebied. Alle buitenlandse schepen die de Sont passeerden moesten in Helsingør tol betalen aan de Deense kroon. Als een schip weigerde te betalen, werd daarop het vuur geopend vanuit Kasteel Kronborg, dat in 1420 speciaal voor dat doel was gebouwd op een vooruitstekende landtong bij Helsingør. Vervolgens moest ook belasting worden betaald voor het afvuren van een kogel, als zijnde fyrepenge. In 1567 werd de tol veranderd in een belasting op de lading van het schip, waarmee de inkomsten verdrievoudigden. Om te voorkomen dat schepen een andere route namen, werd ook tol geheven in de Grote Belt en de Kleine Belt.
De Sonttol was eeuwenlang de belangrijkste bron van inkomsten voor de Deense kroon, waardoor de Deense koningen relatief onafhankelijk waren van de Deense kroonraad en aristocratie. Dit veroorzaakte veel ergernis voor alle landen die handelsbetrekkingen hadden 'aan de andere kant', met name Zweden.
Bij het Verdrag van Knäred in 1613 waarmee de Kalmaroorlog werd afgesloten, eiste Denemarken tol op scheepsladingen uit de Zweedse Baltische gebieden en Zweedse lading op niet-Zweedse schepen. Dit was in 1643 aanleiding tot een nieuwe Deens-Zweedse Oorlog. Deze werd besloten in 1645, met het Verdrag van Brömsebro. Daarbij werden Zweedse schepen vrijgesteld van de Sonttol. In 1658, tijdens de Noordse Oorlog (1655-1660), vielen de Deense bezittingen aan de oostzijde van de Sont in handen van Zweden en kon de tol niet meer zo efficiënt geheven worden als tevoren. De Zweden raakten de vrijstelling op deze tolheffing echter weer kwijt in 1720, als onderdeel van het Verdrag van Frederiksborg aan het eind van de door Zweden verloren Grote Noordse Oorlog, ondanks dat Zweden wel in bezit bleef van het land aan de oostzijde van de Sont.
In de daarop volgende eeuw stonden andere landen steeds vijandiger tegenover de Sonttolheffing. In 1826 sloten de Verenigde Staten een handelsverdrag met Denemarken, waarbij zij de Sonttol voor 30 jaar afkochten.
In 1851 stuurden handelaars en rederijen van Stockholm, samen met het Zweedse parlement, een brief aan de Deense overheid waarin beklag werd gedaan over de hoge kosten die gemaakt werden door alle vertragingen vanwege de tolheffingen. In 1852 leidde dat tot een akkoord waarbij schepen van minder dan 15 'scheepsladingen' (een oude maat; een scheepslading was 2448 kg) werden vrijgesteld van tolheffing.
Toen het tolverdrag met de VS afliep, gaven deze in 1855 te kennen dat zij weigerden opnieuw te betalen. Er werd door de VS grote druk op de Denen uitgeoefend, waarbij onder andere gedreigd werd met acties tegen de toenmalige Deense bezittingen in West-Indië.
Uiteindelijk werd op 14 maart 1857 het Verdrag van Kopenhagen getekend waarbij Denemarken definitief afzag van de Sonttol. Deel van het verdrag was een eenmalige betaling van 33,5 miljoen Deense rijksdaalders, waarvan Engeland en Rusland elk ongeveer een derde betaalden en andere belanghebbenden de rest. Een apart verdrag tussen Denemarken en de VS dat datzelfde jaar werd ondertekend, gaf de VS onbeperkte doorgang tegen een eenmalige betaling van US$ 393.000.

## Sonttolregister
De registers van de tolheffing bij de Sont behoren tot de bekendste en belangrijkste bronnen voor de economische en maritieme geschiedenis van Nederland en de rest van Europa. Ze bevatten gegevens zoals namen van schippers, hun woonplaats, de haven van vertrek, de lading en de bestemming van 1,7 miljoen doorvaarten tussen 1497 en 1857. Ongeveer de helft van de Sontschippers was Nederlands.
De originele Sonttolregisters worden bewaard in het Rijksarchief in Kopenhagen. Door de enorme hoeveelheid gegevens die ze bevatten, is het een moeilijk te raadplegen bron. Een project om de registers op internet te publiceren is eind 2008 gestart. Sinds 2011 zijn de registers online te raadplegen.

## Crowdsourcing
In 2012 bleek dat de registers niet helemaal kunnen worden getranscribeerd door medewerkers van de sociale werkvoorziening Breed uit Nijmegen. Gebleken is dat de teksten van de akten tussen 1630 en 1700 moeilijk te lezen zijn, terwijl de teksten van vóór 1630 zelfs zéér moeilijk leesbaar zijn. De teksten van voor 1630 konden daarom niet bewerkt worden door de Breedmedewerkers. Er is besloten een online platform te creëren waar de transcriptie middels crowdsourcing door vrijwilligers van over de hele wereld kan worden gemaakt. Via sociale media wordt gezocht naar vrijwilligers met paleografische vaardigheden.

## Naslagwerk
- (en)  Degn, Ole The Sound Toll at Elsinore. Politics, shipping and the collection of duties 1429-1857, (2017) ISBN 9788763544702